# Eva Pehrsdotter
Eva Pehrsdotter Niska, född 30 december 1822 i Turtola, Finland, var en kvinna som år 1861 belönades offentligt för att ha räddat tre personer under ett skeppsbrott.
Eva Pehrsdotter var gift med backstugusittaren Isak Wapen i Juoksengi och levde enligt uppgift i fattigdom. I september 1861 förolyckades en båt med fyra personer i Kattilakoski fors i Torne älv. En av personerna omkom omedelbart, men Eva Pehrsdotter lyckades ”genom sällsynt rådighet och sjelfuppoffring samt under fara för eget lif med tillhjelp af en bräcklig farkost” rädda de tre återstående. Landshövdingen anhöll om en belöning för henne, och 29 november 1861 erhöll hon ett erkännande och en penningsumma från Karl XV.